# Golfstrømmen
Golfstrømmen er en varm, kraftig og hurtig havstrøm, som fører vand fra Den Mexicanske Golf gennem Floridastrædet og ud i Atlanterhavet i nord-nordøstlig retning. Den følger den amerikanske østkyst til mellem Cape Hatteras og Newfoundland, hvor den drejer mod øst og tager retning mod Nordeuropa.
Golfstrømmen bliver drevet af Grønlandspumpen og er en del af det globale thermohaline kredsløb, også kaldet det store transportbånd, som er et sammenhængende strømsystem, der involverer alle klodens oceaner.
På grund af sin betragtelige varmetransport virker Golfstrømmen som en slags ovn, der opvarmer de berørte områder, så deres klima er betydeligt varmere og mildere, end det kunne ventes ud fra deres geografiske bredde. Ifølge denne kilde er det overdrevet.

Ifølge en anden kilde er virkningen af en større svækkelse af den atlantiske termohaline cirkulation (inkl. Golfstrømmen) massiv og verdensomspændende.
I praksis har Golfstrømmen i snit ikke ændret sig mærkbart i tidsperioden 2002-2009.

Hvis Golfstrømmen havde ændret sig mindst 20 % i snit, ville man have kunnet måle det. En anden omfattende undersøgelse udført af University of Rhode Island og Stony Brook University fandt ingen mærkbare gennemsnitlige ændringer i Golfstrømmen i perioden 1993-2013.
Forskning fra 2015 viste at store mængder koldt ferskvand (smeltevand) laver "rod" i den globale varmefordeler syd for Island, hvilket kan give mere ekstremt vejr i Europa og USA.
Forskning fra 2016 af Helmholtz Centre for Ocean Research Kiel (GEOMAR) viste i en simuleringsmodel, at 80% af Grønlandsk smeltevand omkring år 2016 holdes væk fra et følsomt Golfstrømsområde. Dog vil der ske betydende ændringer fra 2036 til 2046 i Labradorhavet, men inden da vil der kunne ses ændringer i havcirkulationen. Der står dog ikke direkte hvilken effekt, det vil have på Golfstrømmen. 
Ifølge dansk forskning fra 2021 og 2023, kan de nordatlantiske havstrømme gå i stå, meget hurtigere end forventet.  
Ifølge forskning fra 2021 ved det tyske Potsdam Institute for Climate Impact Research (PIK) har Golfstrømmen ikke været svagere i de sidste 1000 år end i det 20. århundrede.
Ifølge forskning fra 2021 af Francois Lapointe og Raymond S. Bradley kollapsede AMOC (incl. Golfstrømmen) i slutningen af det 13. århundrede, hvilket forårsagede den lille istid.

## Navngivning
Den engelske faglitteratur bruger begrebet Golfstrøm-systemet med en opdeling i
- Floridastrømmen – strømmen gennem Floridastrædet
- Egentlige Golfstrøm – strækningen fra Floridastrædet til Cape Hatteras
- Golfstrøm-forlængelsen – strækningen fra Cape Hatteras til området syd for Newfoundland.

Den fagligt korrekte, geografiske betegnelse for den del af strømmen, som bevæger sig mellem det amerikanske kontinent og Europa, er den Nordatlantiske strøm.

## Forløb
Der findes i Atlanterhavet en subtropisk gyre, der er en hvirvel på størrelse med oceanet selv, og som drives af en kombination af passatvinde, vestenvinde og Jordens rotation (Corioliskraften).
Passatvindene medfører, at en flod af havvand, som kaldes Den Nordlige Ækvatorialstrøm, flyder mod vest fra Nordafrikas kyst. Når denne strøm støder på det amerikanske kontinent, deler den sig i to grene, hvoraf den ene flyder ind i Det Caribiske Hav, mens den anden passerer nord og øst for De Vestindiske Øer. I Den Mexicanske Golf bevæger vandet sig i retning med uret og bliver opvarmet betydeligt undervejs. De to grene forener sig igen for derefter at strømme ud gennem Floridastrædet. Det er en relativt snæver passage mellem Cuba og Florida, som kan sammenlignes med en dyse, igennem hvilken vandet presses ud i Atlanterhavet.
Golfstrømmen begynder således nord for Bahama-øerne, runder sydspidsen af Florida og fortsætter mod nord-nordøst i et ca. 50–100 km bredt bælte langs USA’s østkyst. Nogenlunde på højde med North Carolina fjerner den sig fra kysten og møder ca. 1500 km derfra den kolde, sydgående Labradorstrøm, som er medvirkende til at tvinge den mod øst i retning af Europa. Det første møde med en gren af Labradorstrømmen sker allerede ved Cape Hatteras, som derfor har helt særlige, havbiologiske forhold.
Idet strømmen flyder mod nord, vil der ske en fordampning af det varme havvand. Dette øger saltholdigheden (saliniteten) af vandet, som derved bliver tungere, og i det nordlige Atlanterhav, hvor vandet yderligere er blevet koldere, begynder en del af dette tungere vand at synke mod bunden. Der kan næsten tales om en slags vandfald i havet. Det nedsynkende vand bliver derved til en del af Den Nordatlantiske Dybhavsstrøm. Denne mekanisme kaldes også Grønlandspumpen og er en af de drivende kræfter i det globale thermohaline kredsløb.
Undervejs mod Europa forgrener Den Nordatlantiske Havstrøm sig, og en af grenene kan følges helt til Spitsbergen, (Svalbard). Andre væsentlige grene af strømmen fører igen mod syd langs de europæiske kyster, bl.a. ind i Det Irske Hav og ind i Nordsøen og medvirker til opvarmningen af disse have.
Som nævnt kaldes strømmens forlængelse i retning af Europa for Den Nordatlantiske Havstrøm, men i daglig tale slås de to sammenhængende strømme ofte sammen under navnet Golfstrømmen.

## Virkning
Golfstrømmen er en af de stærkeste havstrømme overhovedet. Den transporterer i Floridastrædet i gennemsnit den utrolige mængde af 30 millioner kubikmeter vand pr. sekund. Efter passagen af Cape Hatteras er dette vokset til mellem 60 og 100 millioner kubikmeter pr. sekund gennem recirkulation i Sargassohavet. Rumfanget af strømmen er mere end 30 gange den mængde vand, som transporteres af samtlige verdens floder tilsammen. Der kan også sammenlignes med mængden af vand fra samtlige floder, der udmunder i Atlanterhavet, nemlig ca. 0,6 millioner kubikmeter pr. sekund.
Dens anslåede effekt er 1,4 petawatt (1,4 x 1015 watt), hvilket svarer nogenlunde til den effekt, som ville kunne produceres af 1 million kernekraftværker.
Golfstrømmen øver derfor betydelig indflydelse på klimaet på USA’s sydlige østkyst, hvor især Florida har markant varmere vintre og køligere somre end resten af det sydøstlige USA.
Tilsvarende betyder den betragtelige varmetransport, som Den Nordatlantiske Havstrøm foretager, at Nordvesteuropa har langt mildere klima, end det ellers ville være tilfældet. Der kan f.eks sammenlignes med det canadiske klima på samme breddegrader.
I Cornwall og især på Scilly-øerne er effekten sådan, at der vokser planter som palmetræer, der ellers forbindes med et langt varmere klima. Især Island, Færøerne, Irland, Storbritannien og Skandinavien nyder godt af det mildere klima, som denne havstrøm medfører.

## Den globale opvarmning
I forbindelse med overvejelserne om konsekvenserne af en global opvarmning har videnskabsmænd udtryk bekymring for stabiliteten af den nedsynkning af saltholdigt vand, som er beskrevet ovenfor. Helt specifikt kunne den mængde ferskvand, som en afsmeltning af de arktiske ismasser ville give anledning til, ”fortynde” Golfstrømmen og gøre den så let, at vandet ikke ville synke til bunds. Resultatet heraf ville blive en meget stor klimaændring i Nordeuropa med næsten uoverskuelige konsekvenser. Visse fossilfund synes at indikere, at en sådan begivenhed er sket flere gange i fortiden, men intet kan siges med sikkerhed.

## Historie
Golfstrømmen blev første gang beskrevet af Juan Ponce de León (1460-1521) i 1513.